# Krzysztof Biegun
Krzysztof Biegun (né le 21 mai 1994 à Gilowice, dans la voïvodie de Silésie) est un sauteur à ski polonais.

## Biographie
Il a débuté en Coupe du monde à Oberstdorf en février 2013, prenant la trentième place. Le 24 novembre 2013, dès sa deuxième épreuve en Coupe du monde, il remporte sa première victoire au tremplin de Klingenthal dans des conditions difficiles, qui ont conduit à l'annulation de la seconde manche ainsi que le retrait de certains favoris.

## Palmarès

### Championnats du monde junior
| Épreuve / Édition | Liberec 2013 | Val di Fiemme 2014 |
| Individuel        | -            | 6e                 |
| Par équipes       | Argent       | Or                 |

### Coupe du monde
- Meilleur classement général : 35e en 2014
- 1 podium dont 1 victoire.

#### Différents classements en Coupe du monde
| Année     | Classement général final |
| 2012-2013 | 81e                      |
| 2013-2014 | 35e                      |

#### Victoires
| Année | Lieu                    |
| 2014  | Klingenthal (Allemagne) |

### Grand Prix d'été
- 1 victoire en 2013, à Hakuba (Japon)